# Будберг, Андрей Андреевич фон
Андрей Андреевич фон Будберг (12 [24] июня 1836, Понемонь, Ковенский уезд, Литовско-Виленская губерния — 24 декабря 1916, Уши, Лозанна) — российский дипломат, барон, посол Российской империи при Вюртембергском дворе (1902—1906), гофмейстер (1899—1916).

## Биография
С 1862 года поступил на службу в Министерство иностранных дел Российской империи.
В 1865 году был назначен чиновником по особым поручениям МИДа Российской империи при наместнике царства Польского князе М. Д. Горчакове для осуществления иностранной переписки.
В 1874 года назначен младшим секретарём посольства России в Берлине, в 1875 года стал вторым, а 1885 году — первым секретарём посольства.
В 1888 году присвоен чин действительного статского советника, а в 1899 году — тайного советника.
С 1894 году был назначен советником МИДа Российской империи.
С 8 февраля 1897 по 1902 год был послом Российской империи при Саксен-Веймарском доме.
С 1902 по 1906 год был Послом Российской империи при Вюртембергском дворе. В 1908 году вместе со своей супругой Марией Александровной явились учредителями домовой церкви в честь святой Марии Магдалины, устроенной в помещениях курортной гостиницы «Bellevue» в баварском городе Бад-Брюккенау. 4 августа 1908 года церковь освятил епископ Кронштадтский Владимир (Путята). Во время Первой мировой войны церковь не функционировала. После 1917 года иконостас и церковная утварь были перевезены в усадьбу супругов Будбергов Бад-Брюккенау, а после кончины в 1923 году Марии Александровны церковь была упразднена.
Скончался 11 декабря 1916 года в Уши (ныне — район Лозанны).

## Награды
- Орден Святого Владимира 2-й степени
- Орден Святого Станислава 1-й степени
- Орден Святой Анны 1-й степени.
- Орден Святого Владимира 3-й степени (24.03.1885)
- Медаль «В память царствования императора Александра III»
- Медаль «В память 300-летия царствования дома Романовых»

иностранные
- Орден Князя Даниила I 2-й степени